# Koreansk silverbuske
Koreansk silverbuske (Elaeagnus umbellata) är en havtornsväxtart som beskrevs av C.P. Thunb. och A. Murray. Koreansk silverbuske ingår i släktet silverbuskar, och familjen havtornsväxter.

## Underarter
Arten delas in i följande underarter:
- E. u. nakaiana
- E. u. rotundifolia

## Bildgalleri

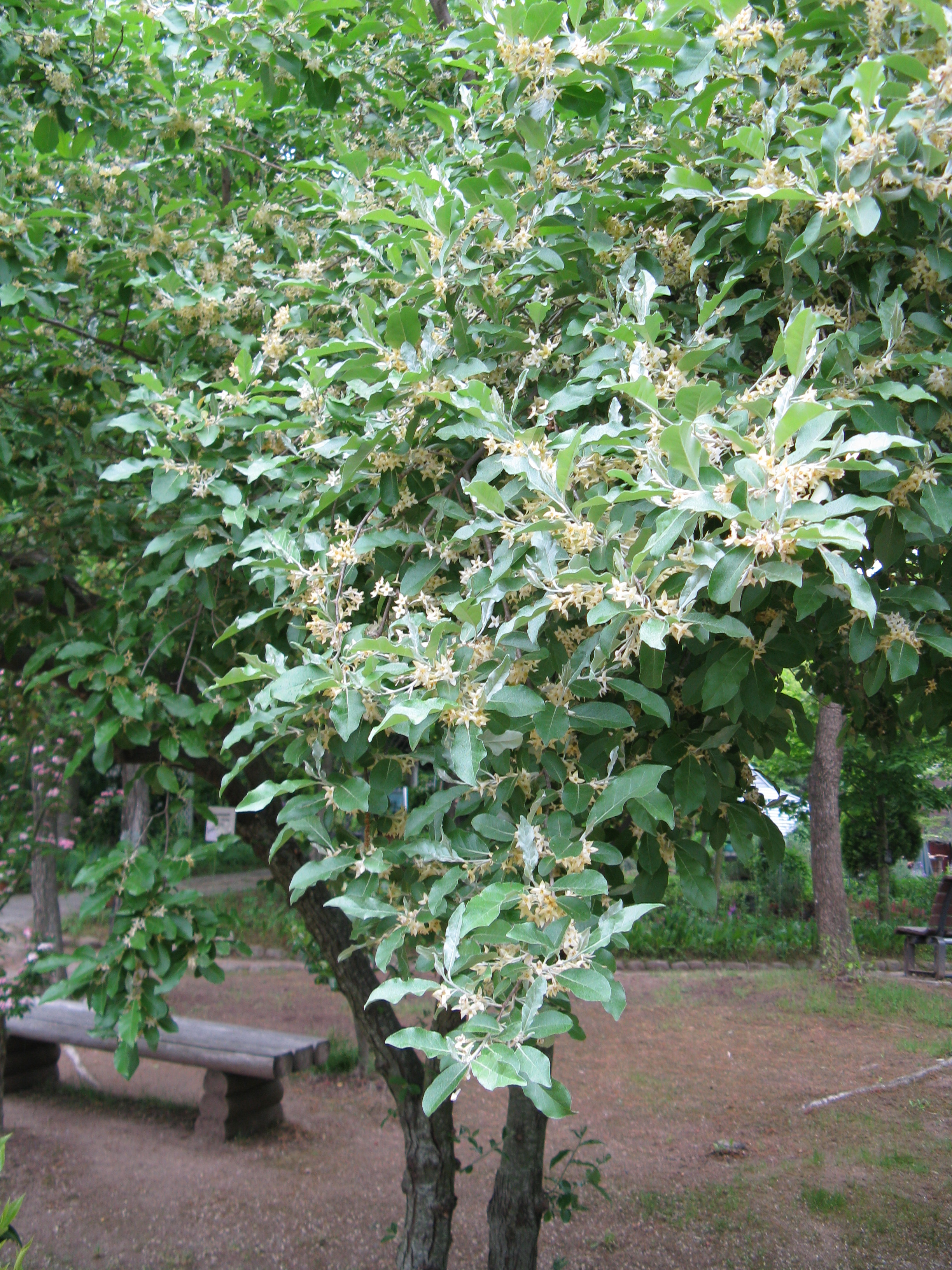
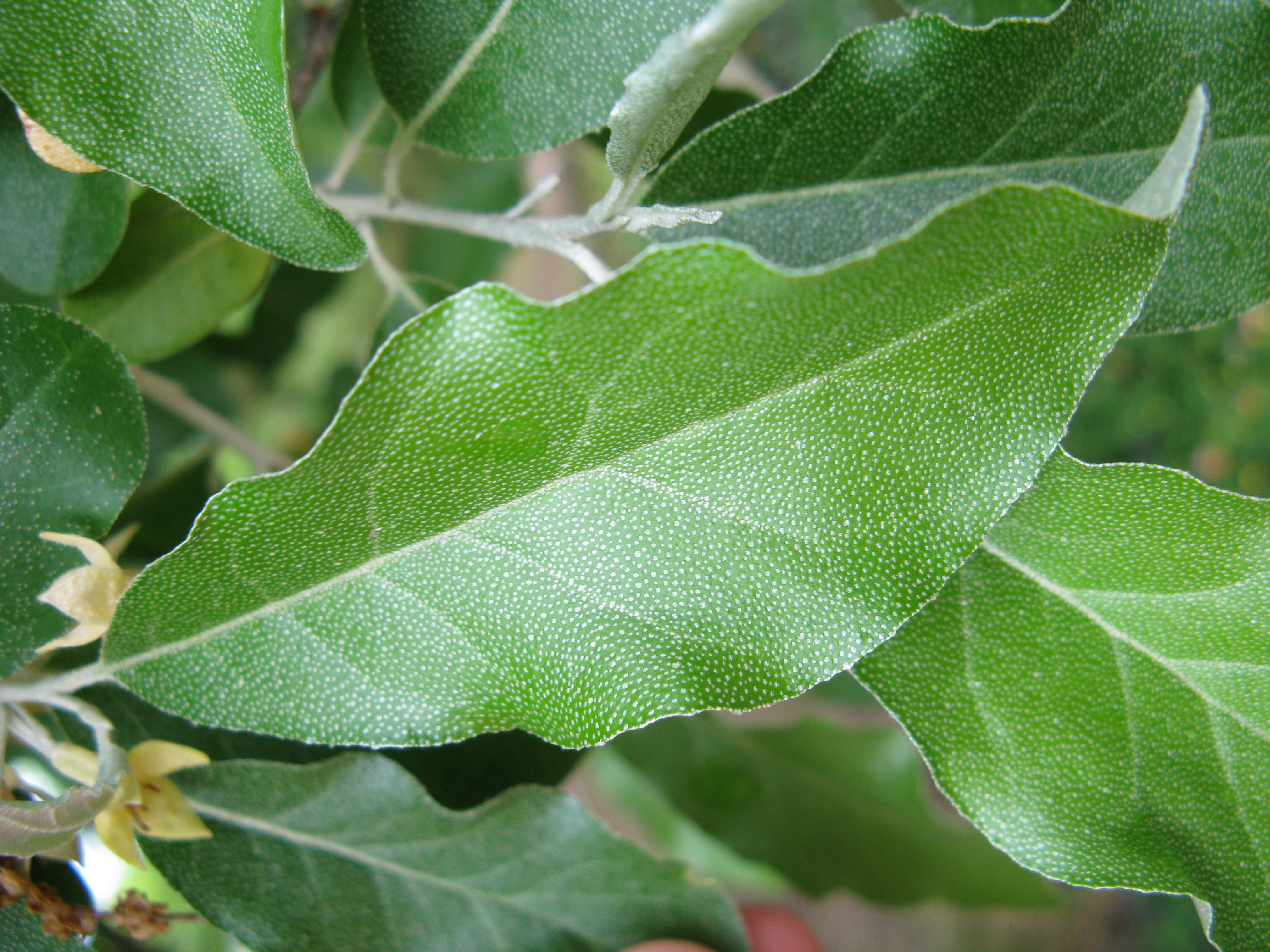
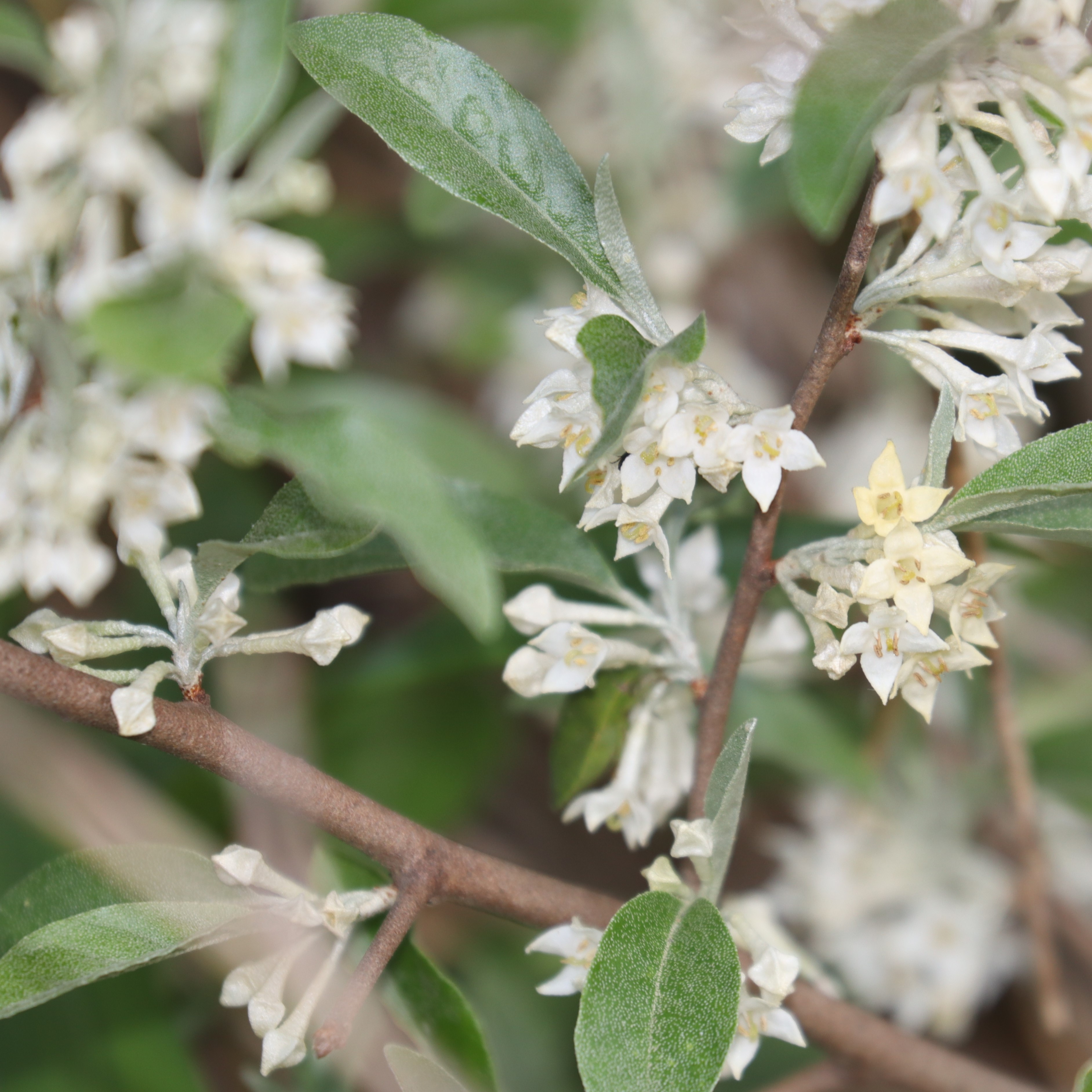
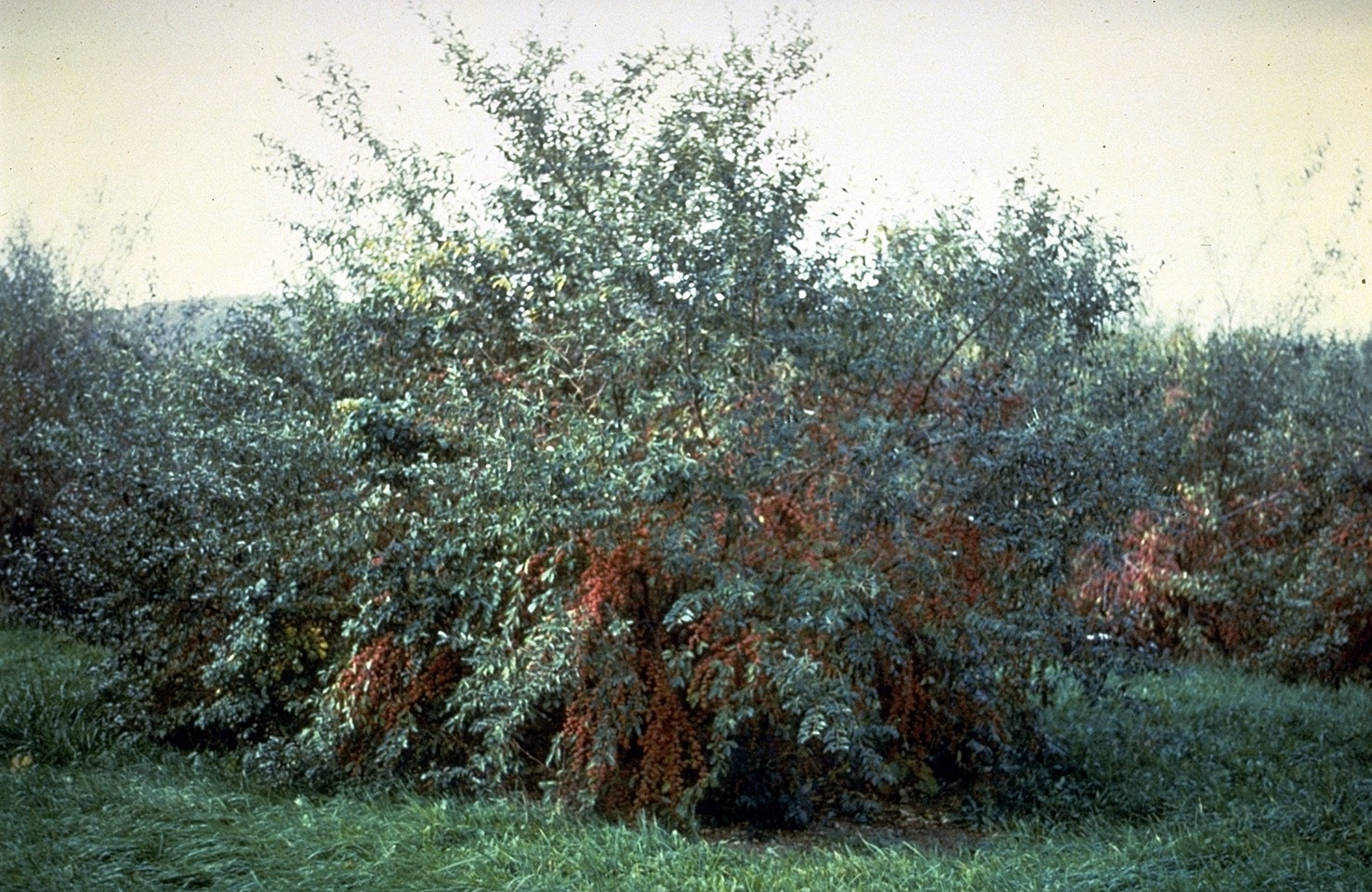
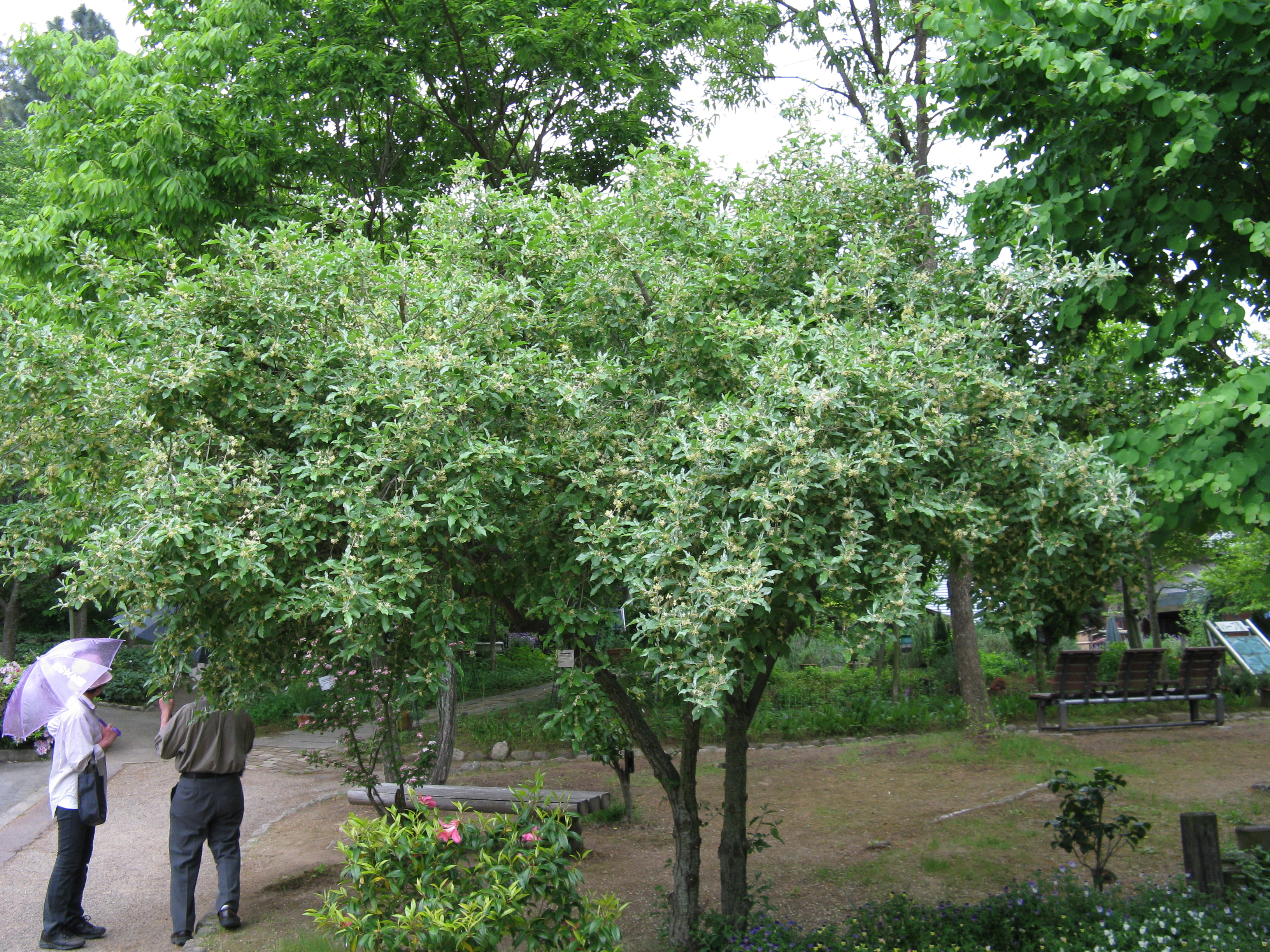
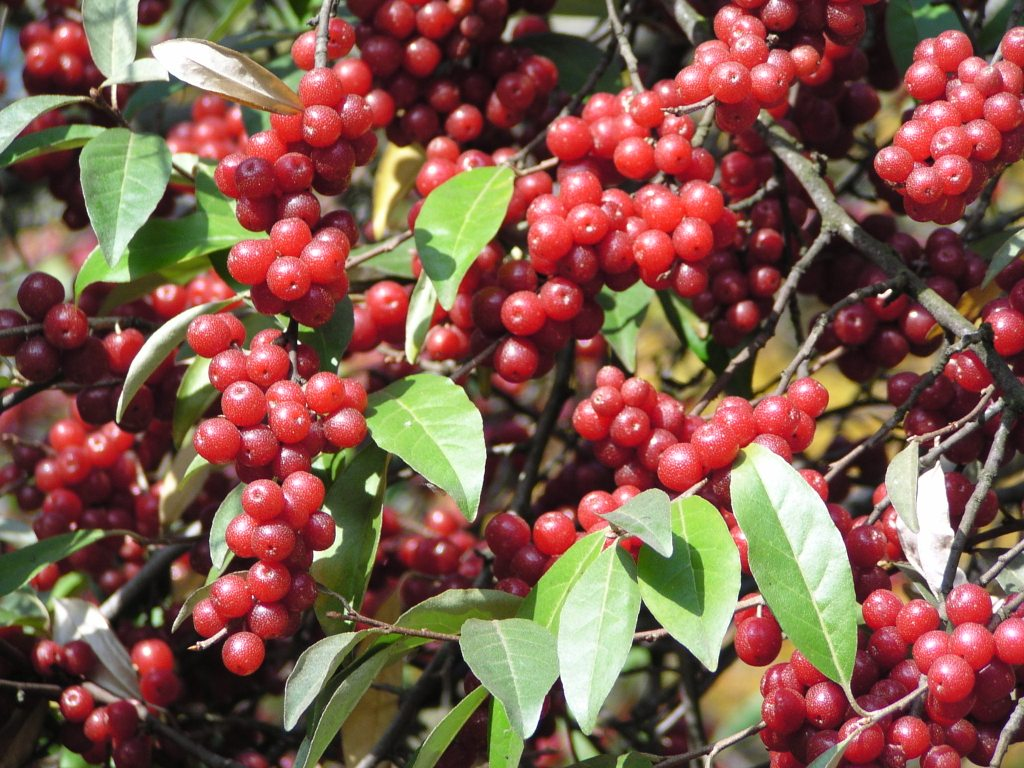